# 이연경 (원반던지기 선수)
이연경(1981년 4월 23일 ~ ) 대한민국의 여자 원반던지기 최고 기록 보유자이다.
경남 진영여자중학교 2학년 때 처음 원반과 인연을 맺고, 김해가야고등학교, 동아대학교를 거쳐 현재 안동시청 팀에서 활약하고 있다.
이연경의 첫 공식 기록은 1996년 5월 26일 제25회 전국소년체육대회에서 1위를 차지하며 세운 36m 82였다. 2008년 6월 4일 제 62회 전국육상경기선수권대회에서 여자 원반던지기 3차 시기에서 53m 22를 던져 한국 기록을 갈아치웠다 . 이 기록은 1984년 김선화(동원탄좌)가 세운 종전 기록 51m 64를 무려 24년 만에 넘어선 것이다.